# 2 Brygada Kawalerii Spahisów

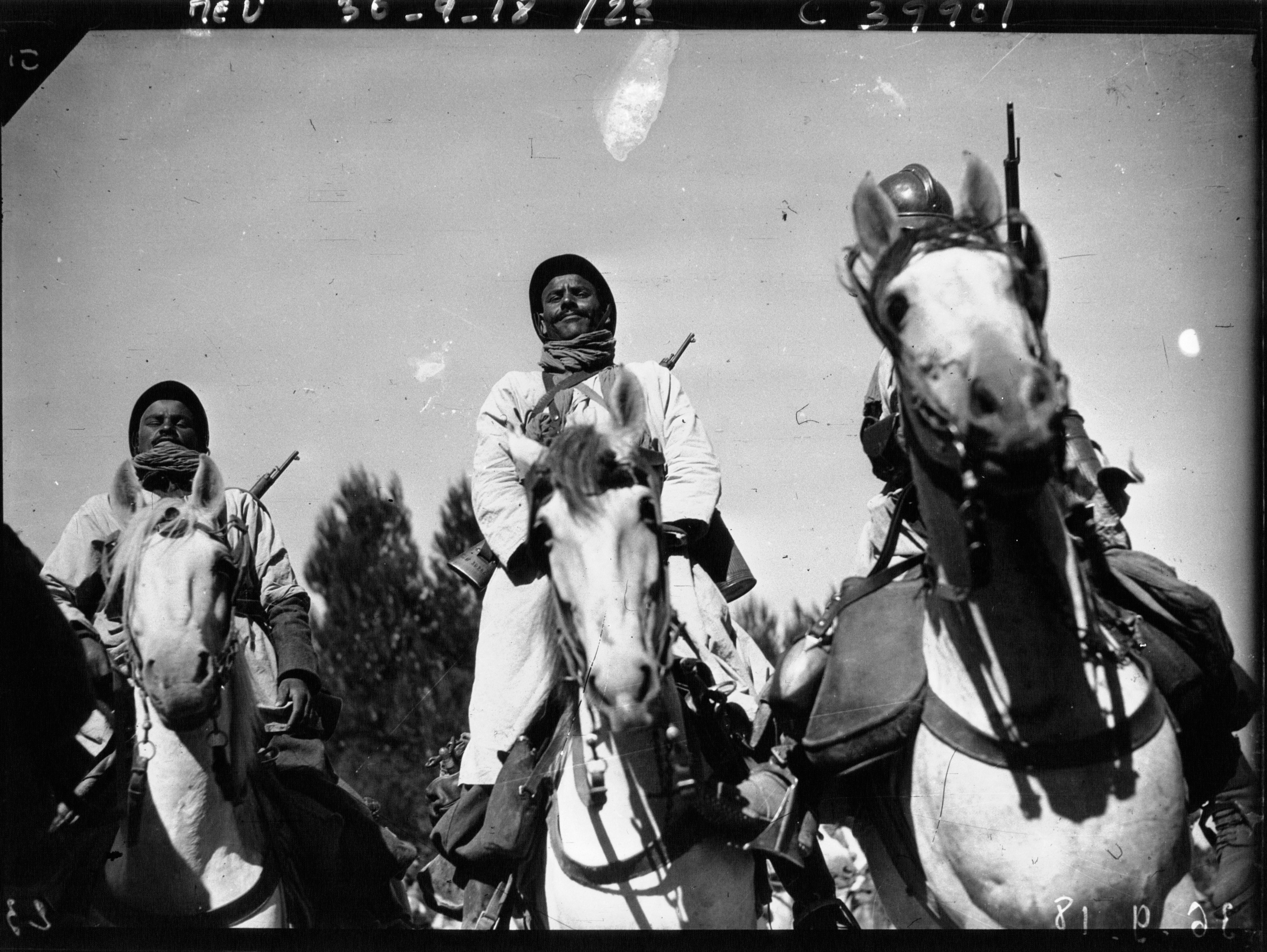
W 1936.

2 Brygada Kawalerii Spahisów – jedna z francuskich brygad kawalerii okresu II wojny światowej (kampanii francuskiej). W 1940 w składzie VII Korpusu w 8 Armii. 10 maja 1940 stacjonowała w Pfetterhouse. Jej dowódcą był płk Peillon.

## Skład
- 7 pułk algierskich spahisów,
- 9 pułk algierskich spahisów,
- inne służby.